# Les Chenaux
Les Chenaux (AFI: [(lɛʃəno] o [lɛʃno]), es un municipio regional de condado de la provincia de Quebec en Canadá. Está ubicado en la región administrativa de Mauricie. La sede es Saint-Luc-de-Vincennes aunque la ciudad más poblada es Notre-Dame-du-Mont-Carmel.

## Geografía

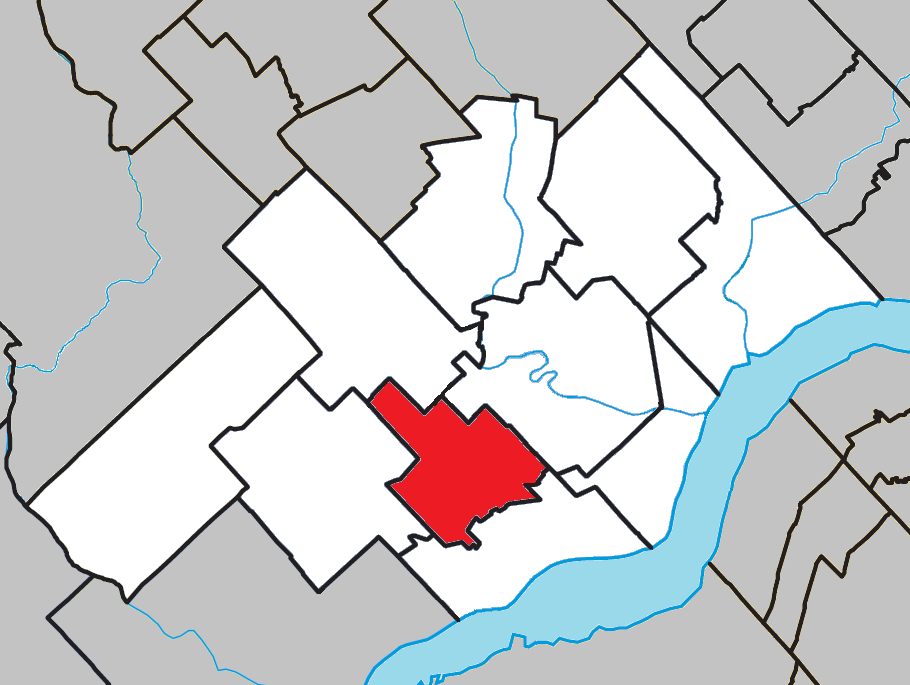
Territorio del MRC de les Chenaux, en rojo Saint-Luc-de-Vincennes

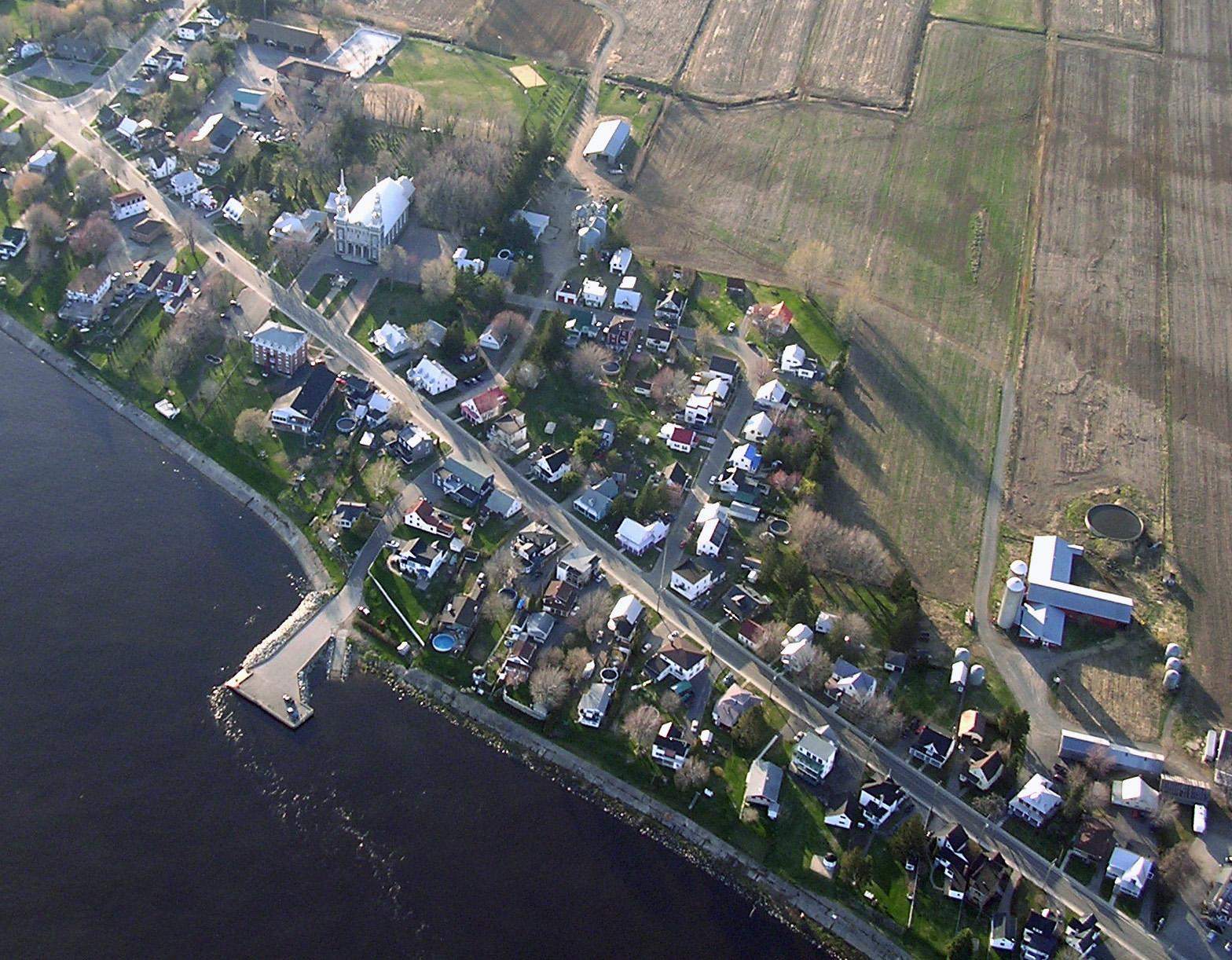
Pueblo de Champlain por el río San Lorenzo

El municipio regional de condado de Les Chenaux se encuentra por la ribera izquierda del río San Lorenzo en la parte este de la región de Mauricie. Los MRC limítrofes o territorios equivalentes son Trois-Rivières al suroeste, Shawinigan y Mékinac al noroeste, Portneuf al noreste, y Bécancour al sureste en ribera opuesta del San Lorenzo. El territorio está incluso en la planicie del San Lorenzo, al pie del macizo de Laurentides. Los ríos Saint-Maurice, Champlain, Batiscan y Sainte-Anne, afluentes del San Lorenzo, bañan el MRC.

## Historia

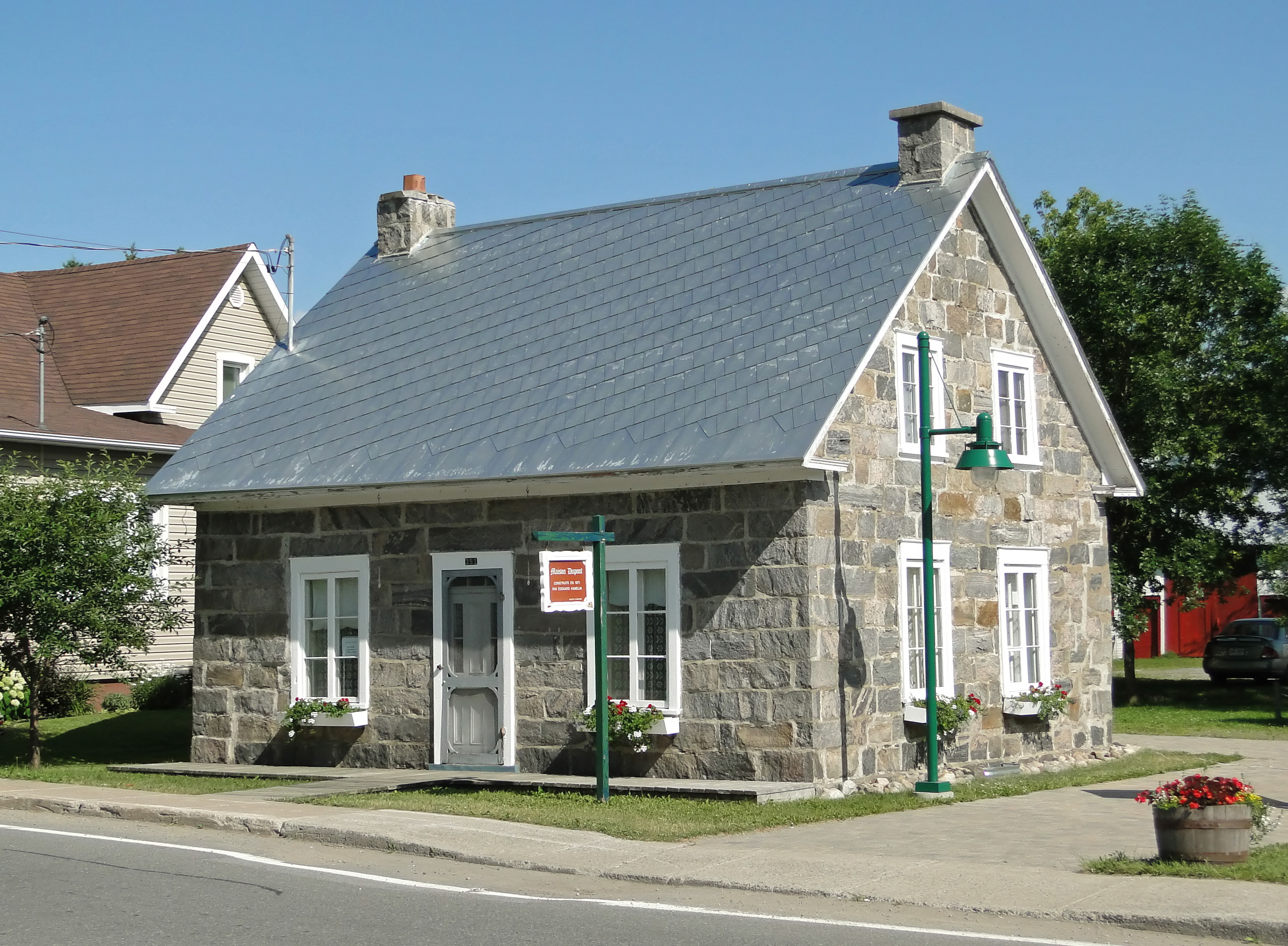
Casa Dupont en Saint-Narcisse

El MRC fue creado en 2002 a partir de partes de los antiguos MRC de Francheville y de Centro de Mauricie. Estés MRC, que no existen más, agrupadan municipios ahora amalgamados en las ciudades de Trois-Rivières y Shawinigan, que tienen las competencias de un MRC desde, así como otros municipios, rurales, que se agruparon en el nuevo MRC de Les Chenaux.

## Política
El territorio del MRC de Les Chenaux forma parte de las circunscripciones electorales de Champlain y Saint-Maurice a nivel provincial y de Saint-Maurice-Champlain a nivel federal.

## Demografía
Según el censo de Canadá de 2011, había 17 865 habitantes en este MRC. La densidad de población fue de 20,5 hab./km². La población aumentó de 5,2 % entre 2006 y 2011. Hubo 8393 inmuebles particulares de los cuales 7810 fueron ocupados por residentes habituales. >

## Componentes
Hay 10 municipios en el MRC de Les Chenaux.
| Código | Nombre                       | Tipo      | Fecha de constitución | Área total (km²) | Área agua (km²) | Área tierra (km²) | Población 2013 | Gentilicio (en francés) | Densidad (hab./km²) | DT | Número de concejales | CEP                      | CEF                     |
| ------ | ---------------------------- | --------- | --------------------- | ---------------- | --------------- | ----------------- | -------------- | ----------------------- | ------------------- | -- | -------------------- | ------------------------ | ----------------------- |
| 37205  | Sainte-Anne-de-la-Pérade     | Municipio | 10.05.1989            | 130,18           | 20,43           | 109,75            | 2126           | Péradien, ne            | 19,4                | S  | 6                    | Champlain                | Saint-Maurice-Champlain |
| 37210  | Batiscan                     | Municipio | 01.07.1855            | 58,74            | 15,52           | 43,22             | 953            | Batiscanais, e          | 22,0                | S  | 6                    | Champlain                | Saint-Maurice-Champlain |
| 37215  | Sainte-Geneviève-de-Batiscan | Parroquia | 01.07.1855            | 101,04           | 3,13            | 97,91             | 1063           | Genevièvois, e          | 10,9                | S  | 6                    | Champlain                | Saint-Maurice-Champlain |
| 37220  | Champlain                    | Municipio | 11.12.1982            | 78,89            | 21,25           | 57,64             | 1742           | Champlainois, e         | 30,2                | S  | 6                    | Champlain                | Saint-Maurice-Champlain |
| 37225  | Saint-Luc-de-Vincennes       | Municipio | 19.01.1865            | 54,31            | 0,01            | 54,30             | 626            | Lucois, e               | 11,5                | S  | 6                    | Champlain                | Saint-Maurice-Champlain |
| 37230  | Saint-Maurice                | Parroquia | 01.07.1855            | 91,07            | 0,08            | 90,99             | 2995           | Mauriçois, e            | 32,9                | D  | 6                    | Champlain                | Saint-Maurice-Champlain |
| 37235  | Notre-Dame-du-Mont-Carmel    | Parroquia | 30.12.1858            | 130,59           | 1,82            | 128,77            | 5670           | Montcarmelois, e        | 44,0                | D  | 6                    | Saint-Maurice            | Saint-Maurice-Champlain |
| 37240  | Saint-Narcisse               | Parroquia | 01.07.1855            | 106,84           | 0,30            | 106,54            | 1810           | Narcissois, e           | 17,0                | S  | 6                    | Champlain                | Saint-Maurice-Champlain |
| 37245  | Saint-Stanislas              | Municipio | 17.04.1976            | 91,65            | 2,56            | 89,09             | 1042           | Stanois, e              | 11,7                | S  | 6                    | Champlain                | Saint-Maurice-Champlain |
| 37250  | Saint-Prosper-de-Champlain   | Municipio | 01.07.1855            | 93,06            | 0,23            | 92,83             | 528            | Prospérien, ne          | 5,7                 | S  | 6                    | Champlain                | Saint-Maurice-Champlain |
| 372    | Les Chenaux                  | MRC       | 01.01.2002            | 936,37           | 65,33           | 871,04            | 18 555         | -                       | 21,3                | -  | -                    | Champlain, Saint-Maurice | Saint-Maurice-Champlain |

DT división territorial, D distritos, S sin división; CEP circunscripción electoral provincial, CEF circunscripción electoral federal 